# 雪の宿

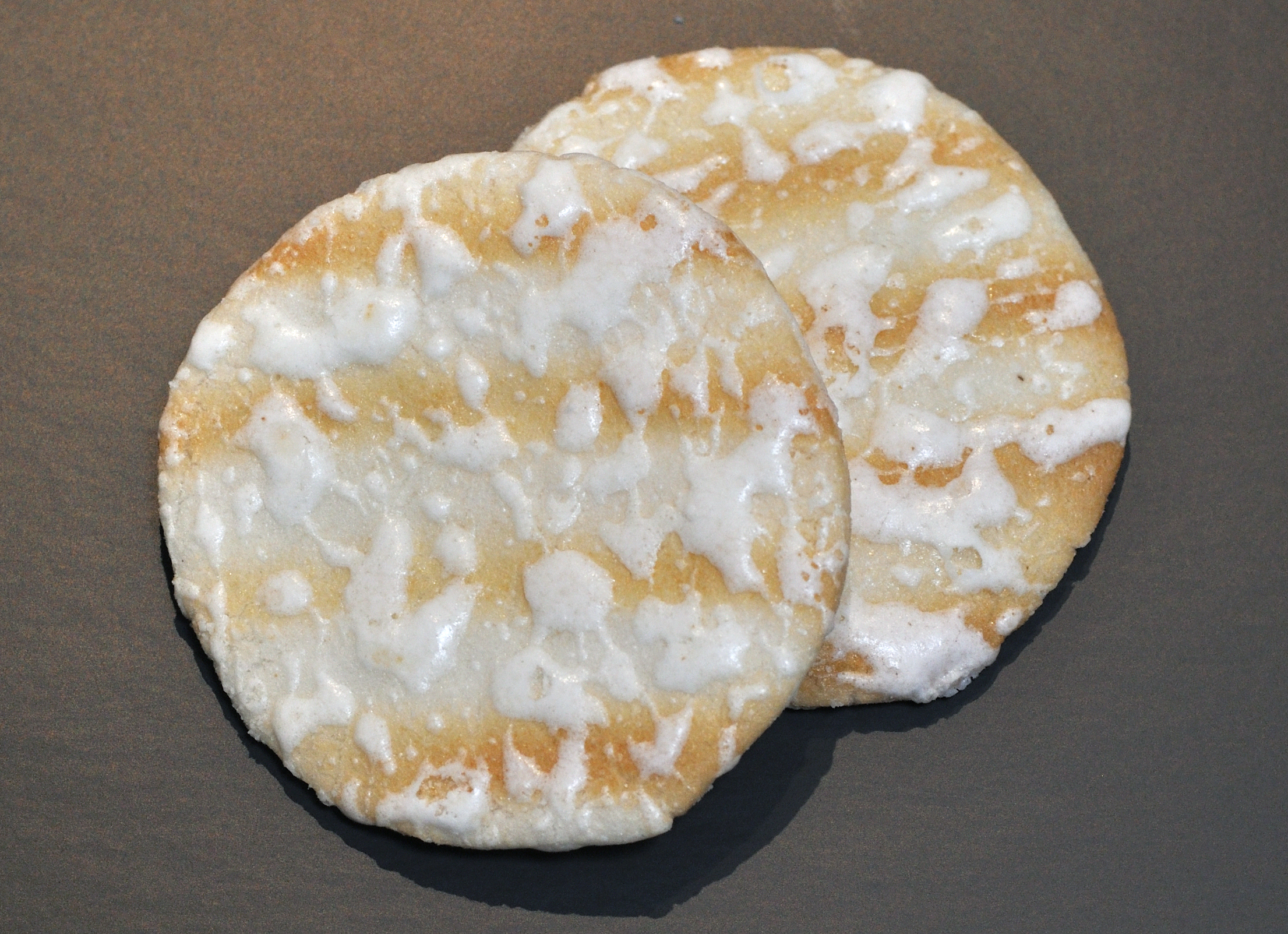
雪の宿（サラダ）の画像

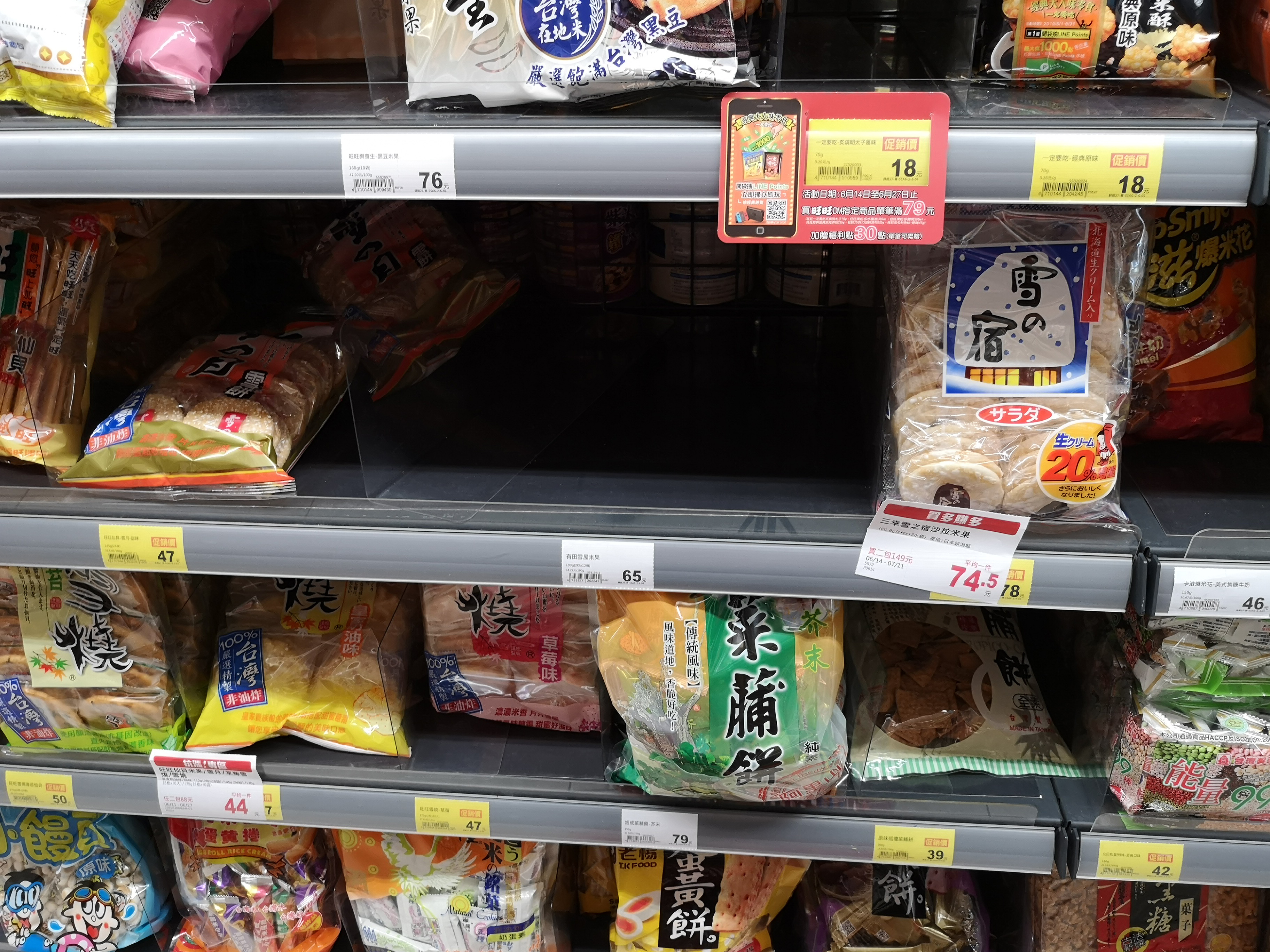
中華民国台北市の
スーパーマーケットで
販売される雪の宿（サラダ）

雪の宿（ゆきのやど）とは、三幸製菓が1977年（昭和52年）より発売している米菓（煎餅）、およびかりんとう、饅頭。サラダ風味（塩味）の煎餅、およびかりんとう、饅頭の上にそれぞれ北海道生クリーム入りの白蜜をかけたもので、同社の菓子製品のロングセラーである。
2014年（平成26年）8月10日には「ホワミル」が雪の宿の公式キャラクターとしてデビューして（詳しくは#マスコットキャラクターを参照）、2017年（平成29年）に発売40周年を迎えた。2019年9月16日に「黒糖みるく味」を発売したことに伴い、「チャミル」が雪の宿黒糖みるく味の公式キャラクターとしてデビューした。

## 開発の経緯
米菓メーカーとしては後発であったため他社にない商品の開発に力を入れる方針を取り、当時は醤油せんべいが主流だった蜜がけ米菓の新商品として企画された。
油分が多いサラダせんべいに蜜がけするのが困難であったため、担当者が新潟の老舗ケーキ屋で修行するなど試行錯誤の結果完成した。

## 名前の由来
発売前、同社の社長が出張先の旅館で降りしきる雪を見ながら、「こんなときに温泉につかりながら酒でも飲めば雪見酒だ」という想いをめぐらせ、「雪見宿」という名前を考案。早速、出張先から商品名をそのように登録するよう電話で指示をしたが、指示を受けた社員が聞き間違えたために、社長が出張から戻ると商品名は「雪の宿」で登録されてしまっていた。

## ラインアップ

### せんべい
- 雪の宿サラダ（塩味）（24枚入り・14枚入り）
- 雪の宿 黒糖みるく味（24枚入り）
- 【期間限定】抹茶、さつま芋、特濃タイプ 等

### かりんとう
- 雪の宿ミルクかりんとう（120g・74g）
- 【期間限定】抹茶、特濃タイプ 等

## 過去のラインアップ

### せんべい
- しょうゆ味（24枚入り）
- 梅味（22枚入り） - 期間限定商品
- さわやかレモン味（14枚入り） - 期間限定商品
- 南国マンゴー味（14枚入り） - 期間限定商品
- 夕張メロン味（14枚入り） - 期間限定商品
- 栗&ミルククリーム味（22枚入り） - 期間限定商品
- 特濃カスタード味（14枚入り） - 期間限定商品
- 特濃雪の宿（サラダ）（14枚入り） - 期間限定商品

### まんじゅう（地域限定商品）
- ミルクまんじゅうオリジナル（7個入り・4個入り）
- ミルクまんじゅうごま（7個入り・4個入り）
- ミルクまんじゅう抹茶（7個入り・4個入り）
- ミルクまんじゅうレモン - 期間限定商品（4個入り）

## マスコットキャラクター
雪の宿の公式キャラクターはホワミル。ホワイトミルクと、雪の宿のホワホワ柔らかい食感からきている。

### 設定
やど村からやってきた生クリームの妖精の男の子。お腹が空いて倒れていたところを偶然出会ったおばあちゃんに助けてもらい、その時おばあちゃんにもらった雪の宿が美味しくて雪の宿が大好きになった。それ以来おばあちゃんのことが大好きで、青い袢纏を作ってもらったり、よく家に遊びに行く。眠くなると小さくなり、いつも持ち歩いている雪の宿の上で寝ている。おばあちゃんはおじいちゃんと煎餅屋を営んでおり、雪の宿黒糖みるく味を作った際にチャミルも一緒に現れた。ホワミルにとってチャミルは妹的存在である。

## 類似品
セブン＆アイ・ホールディングスのプライベートブランドセブンプレミアムが亀田製菓と共同開発した「あわ雪ソフトせん」を販売している。さらに、亀田製菓の子会社がアメリカで「Baked Frosted Rice Crackers」の名称で類似品を発売している。